# Valle-di-Mezzana
Valle-di-Mezzana (E Valle di Mezzana en idioma corso) es una comuna y población de Francia, en la región de Córcega, departamento de Córcega del Sur.
Su población en el censo de 1999 era de 233 habitantes.